# Julio Gracia
Julio Gracia Gallardo (El Saucejo, provincia de Sevilla, 12 de febrero de 1998) es un futbolista español que actualmente juega en el Club de Fútbol Intercity de la Primera División RFEF.Jugo en el Real Murcia el padre del Cartagena.

## Trayectoria
Julio Gracia se formó en la cantera del Real Betis, donde ingresó en 2013. En la temporada 2015/16 se incorporó al Betis Deportivo, con el que logró el ascenso a segunda división B, en junio de 2017. Debutó con el Real Betis de forma oficial en la jornada 15 de liga de la primera división, en el partido jugado en el estadio Benito Villamarín, el 10 de diciembre de 2017, contra el Atlético de Madrid.
En 2017, fue convocado por la selección española sub-19.
Tras realizar una buena pretemporada 2018/19 a las órdenes de Quique Setién, el centrocampista fue cedido por una temporada al Fútbol Club Cartagena que militaba en el Grupo IV de la Segunda División B de España. En 2019, fue cedido al Club Deportivo Badajoz y en 2020 se marchó traspasado al Getafe C.F..
El 20 de julio de 2021, firma como jugador del Real Murcia Club de Fútbol de la Segunda División RFEF, ayudando al ascenso esa temporada a Primera División RFEF.
El 1 de septiembre de 2023, ficha por el C.D. Castellón de la Primera División RFEF, logrando el ascenso a la Segunda División.
El 29 de junio de 2024, ficha por el Club de Fútbol Intercity de la Primera División REFF.

## Clubes
| Club                            | País   | Temporadas |
| ------------------------------- | ------ | ---------- |
| Betis Deportivo Balompié        | España | 2016−2018  |
| Real Betis Balompié             | España | 2018       |
| FC Cartagena (Cedido)           | España | 2018-2019  |
| Club Deportivo Badajoz (Cedido) | España | 2019-2020  |
| Getafe C.F. "B"                 | España | 2020-2021  |
| Real Murcia                     | España | 2021–2023  |
| CD Castellón                    | España | 2023–2024  |
| CF Intercity                    | España | 2024–2025  |